# Hiroyuki Taniguchi
Pour les articles homonymes, voir Taniguchi.
Hiroyuki Taniguchi (谷口 博之, Taniguchi Hiroyuki) est un footballeur japonais né le 27 juin 1985. Il évolue au poste de milieu de terrain.

## Biographie
Hiroyuki Taniguchi participe aux Jeux olympiques d'été de 2008 avec le Japon.
En club, il joue en faveur du Kawasaki Frontale puis du Yokohama F. Marinos.

## Palmarès
- Vice-champion du Japon en 2006, 2008 et 2009 avec le Kawasaki Frontale.
- Finaliste de la Coupe de la Ligue japonaise en 2007 et 2009 avec le Kawasaki Frontale.